# Presură crestată
Presura crestată (Emberiza lathami) este o specie de pasăre din familia Emberizidae originară din Asia de Sud și de Sud-Est.

## Descriere
Masculii au o creastă proeminentă, un cioc gălbui, un penaj negru al corpului care contrastează cu penele de zbor ruginii ale aripilor și cozii. Femelele au creasta mai scurtă și o culoare generală maro-oliv cu dungi maro închis. Penele aripilor și ale cozii sunt franjurate în castaniu. Femelele au ciocul gri. 
Specia a fost anterior plasată în genul monotipic Melophus, dar filogenezele bazate pe secvențe de ADN au arătat că este înglobată în alte specii de Emberiza. Sunt considerate monotipice, chiar dacă populațiilor din India peninsulară li s-a atribuit numele de subspecie subcristata, fără caractere morfologice externe care să le diferențieze de celelalte populații. S-a constatat că au 40 de perechi de cromozomi.

## Comportament
În timpul sezonului de reproducere, masculii cântă din vârful plantelor înalte. A fost observată o demonstrație de curtare în care masculul își flutură coada, ridică aripile pe o parte și se plimbă în jurul unei femele. În captivitate, un mascul ridică un material de cuibărit și se plimbă în cerc în jurul femelei, cu aripile plecate și coada în vânt.  Păsările se hrănesc în principal cu semințe de diferite plante, dar se hrănește și cu termite.
Se împerechează vara (experimentele în captivitate arată că reacționează la durata mare a zilei), construind un cuib în formă de cupă, așezat pe sol sau adăpostit de o stâncă. Ponta este formată din 3 sau 4 ouă albe cu pete verzui până la roșiatice, fiind mai dense pe partea lată.

## Galerie

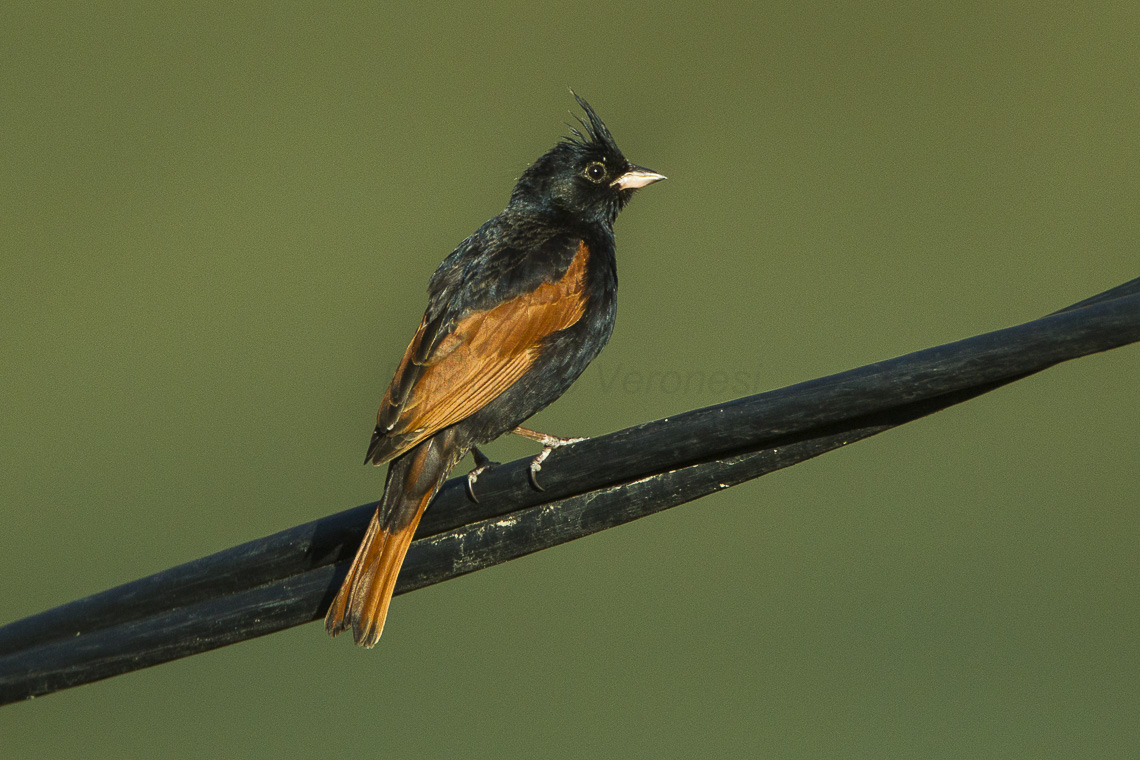
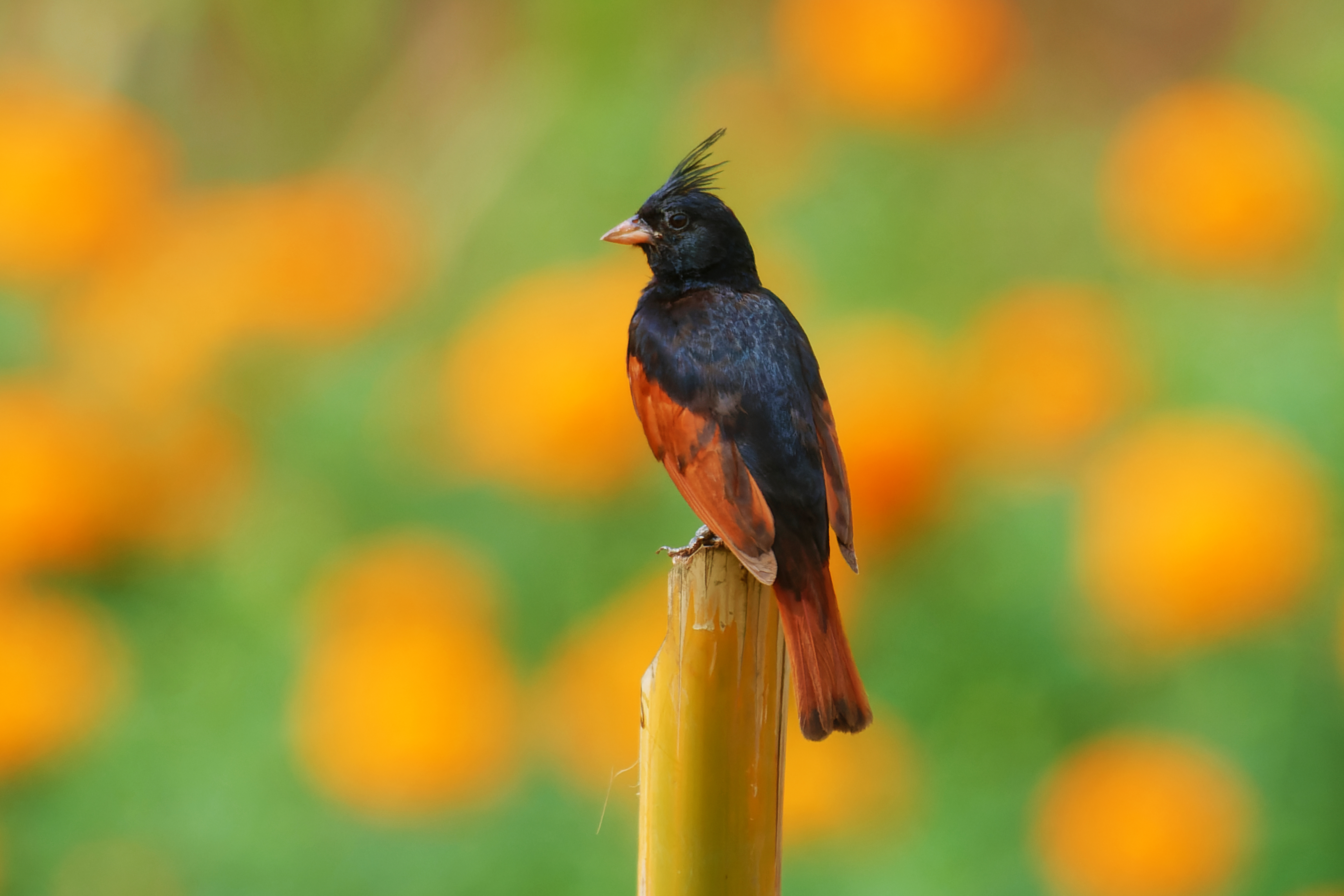